# Vladlen Trostyansky
Vladlen Kostyantinovich Trostyansky ( ukrainien : Владлен Костянтинович Тростянський), né le 26 janvier 1935 et mort le 28 juillet 2014, était un lutteur ukrainien qui pratiquait la lutte gréco-romaine et représentait l'URSS. Il combattait dans la catégorie poids coq.
Trostyansky commence la pratique de la lutte à l'adolescence, en 1951. Il devient rapidement l'un des meilleurs de sa catégorie, au niveau national. Il lui faut cependant attendre l'arrêt de la carrière sportive d'Oleg Karavaïev pour apparaître sur la scène internationale. Il brille particulièrement en 1964, lorsqu'il se classe second aux Jeux olympiques de Tokyo, derrière le Japonais Masamitsu Ichiguchi.
Il est de nouveau champion d'URSS en 1966, cinq ans après son premier titre national.
Après son retrait des compétitions, il mène une carrière d'entraîneur en Ukraine et dirige la Fédération de lutte de l'oblast de Kiev.